# أرت كون
أرت كون (بالإنجليزية: Art Cohn)‏ هو كاتب وصحفي وكاتب سيناريو أمريكي، ولد في 5 أبريل 1909 في نيويورك في الولايات المتحدة، وتوفي في 22 مارس 1958 في غرانتس في الولايات المتحدة.

## وصلات خارجية
- أرت كون على موقع IMDb (الإنجليزية)
- أرت كون على موقع ألو سيني (الفرنسية)
- أرت كون على موقع أول موفي (الإنجليزية)
- أرت كون على موقع قاعدة بيانات الأفلام السويدية (السويدية)
- أرت كون على موقع قاعدة بيانات الفيلم (الإنجليزية)
- أرت كون على موقع كينوبويسك (الروسية)